# ゼネラル・エレクトリック GE4
ゼネラル・エレクトリック GE4は1960年代末にボーイング2707超音速旅客機の動力として設計されたターボジェットエンジン。GE4はノースアメリカンXB-70爆撃機のエンジンであるYJ93を原型とする9段単軸軸流式ターボジェットエンジンである。 GE4は当時最も強力なエンジンでアフターバーナーを使用せずに50,000 lbf (220 kN)の推力を生み出し、アフターバーナー使用時には 65,000 lbf (290 kN)の推力を生み出した ボーイング2707は1971年に中止され、それに伴い、GE4の開発も終了した。

## 仕様諸元 (GE4/J5P)
一般的特性
- 形式: ターボジェット
- 全長: 27ft 4 in (833.1cm)
- 直径: 5ft 11 in (180.3cm)
- 乾燥重量: 11,300 lb (5,100 kg)[3]

構成要素
- 圧縮機: 9段 軸流式[3]
- 燃焼器: アニュラ型 直流式[3]
- タービン: 2段軸流式[3]
- 使用燃料: 高温専用専用のJP-6燃料

性能
- 推力: 50,000 lbf (220 kN) (アフターバーナー使用時63,200 lbf (281 kN))
- 全圧縮比（英語版）: 12.5:1[3]
- タービン入口温度: 2,200 ºF (1,204 ºC)[3]
- 推力重量比: 6.02

出典: 

### 他の仕様
- 圧縮機吸入口直径: 60.6 in (1,539 mm)[3]
- 排気口直径: 74.2 in (1,880 mm)
- コア 空気流量: 毎秒620 lb (280 kg)
- 騒音:
  - 離陸時: 104 dB
  - 側面: 117 dB
  - 進入時: 107 dB